# 斯圖巴茲卡河

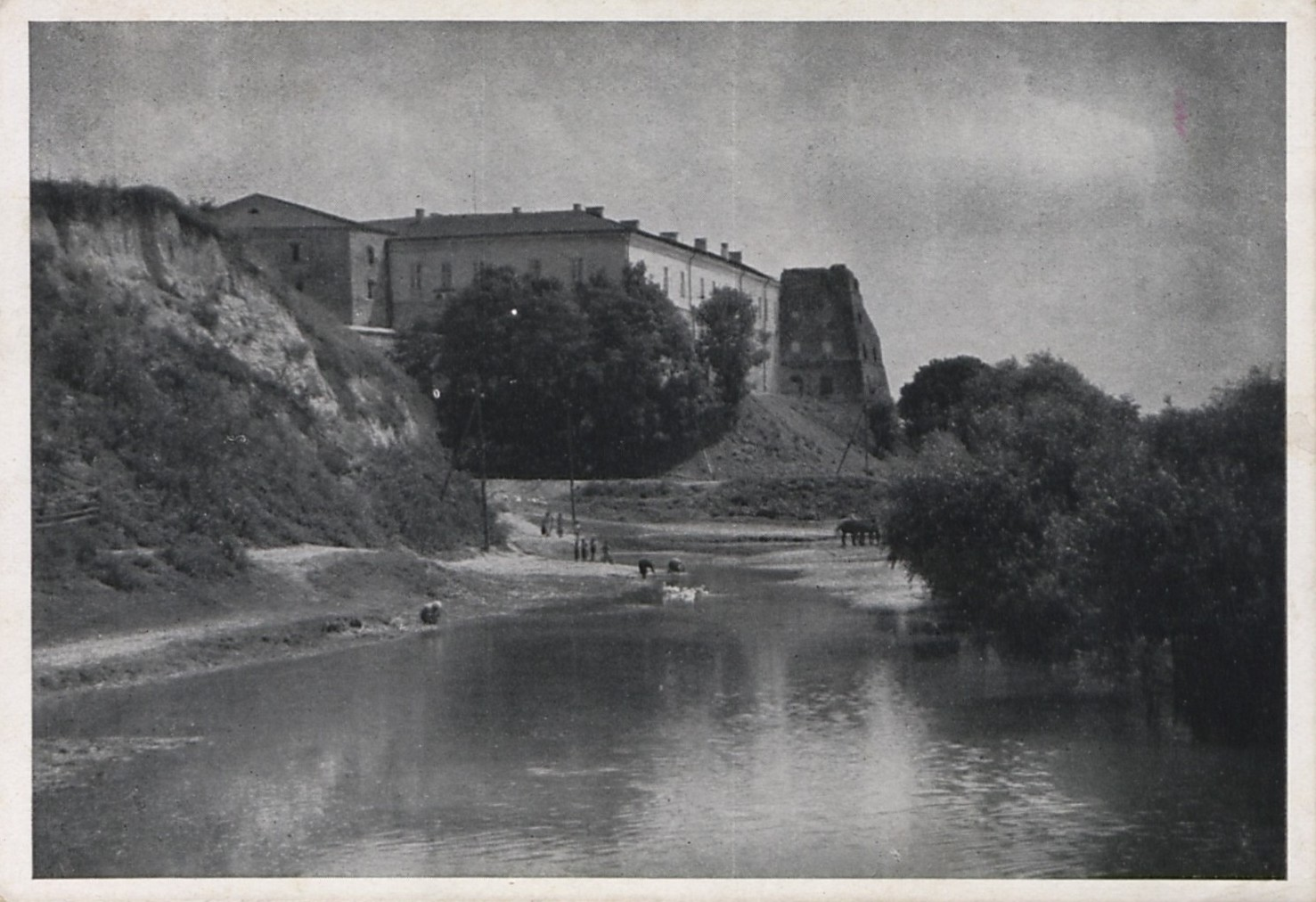

斯圖巴茲卡河（烏克蘭語：Стубазка）是烏克蘭的河流，位於該國西北部，流經羅夫諾州，河道全長86公里，流域面積1,350平方公里，河畔城鎮有米佐奇和克莱万。